# Чеола-Фонцерга (Виченца)
Чеола-Фонцерга је насеље у Италији у округу Виченца, региону Венето.
Према процени из 2011. у насељу је живело 50 становника. Насеље се налази на надморској висини од 629 м.